# Enisejskij rajon
Lo Enisejskij rajon è un rajon (distretto) del kraj di Krasnojarsk, nella Russia siberiana centrale; il capoluogo è la cittadina di Enisejsk.